# Audofleda
Audofleda fue una reina goda, hermana de Clodoveo I, rey de los francos. Se casó con Teodorico el Grande, rey de los ostrogodos (471-526), en torno a 493 d. C. (fecha exacta desconocida). Teodorico envió una embajada a Clodoveo para pedir su mano. Este acto político aliaba a Teodorico con los francos, y al casar a sus hijas con los reyes de los burgundios, los vándalos y a su hermana con el de los visigodos, se alió con todos los grandes reinos bárbaros de Occidente.
Teodorico y Audofleda tuvieron una hija, Amalasunta, quien se casó con Eutarico y tuvieron una hija y un hijo. Amalasunta gobernó como regente y después como reina de los ostrogodos 526-534.
Audofleda era pagana antes de su matrimonio y fue bautizada en el momento de su boda por un obispo arriano.